# Zeche Peter Caspar
Die Zeche Peter Caspar ist ein ehemaliges Steinkohlenbergwerk in Witten-Borbeck. Das Bergwerk war auch als Zeche Peter Caspar Gerichts Witten bekannt.

## Geschichte
Am 31. März des Jahres 1767 wurde die Mutung eingelegt. Als Muter traten Johann Peter Steinhaus, Johann Peter Mercklinghaus und Johann Caspar Hundeicker auf. Die Muter beabsichtigten, eine bereits länger im Bergfreien liegende Kohlenbank wieder zu bearbeiten. Das Kohlenflöz strich durch die Hilchenbache in Richtung Rüdinghausen. Die Muter begehrten ein in Richtung Osten verlaufendes Grubenfeld von der Größe einer Fundgrube und 20 Maaßen. Im Jahr 1768 wurden zwei Längenfelder vermessen. Im Borbachtal im Bereich der Krummen Dreh wurde anschließend Stollenbau betrieben. Am 28. Februar 1771 waren als Gewerken Johann Peter Steinhaus, Johann Peter Mercklinghaus und Johann Caspar Hundeicker in die Unterlagen des Bergamtes eingetragen. Jeder der drei Gewerken war mit einem Anteil von 42 2/3 Kuxen an dem Bergwerk beteiligt.  Zu dem Zeitpunkt war noch keine Belehnung erteilt worden, es war aber beabsichtigt, die Belehnung zu beantragen. Die Rezeßgelder waren bezahlt worden. Das Bergwerk war zu dieser Zeit in Betrieb. Am 4. November des Jahres 1774 wurde ein Längenfeld verliehen. Am 3. Februar des Jahres 1824 konsolidierte die Zeche Peter Caspar mit weiteren Bergwerken zur Zeche Vereinigte Ruhrmannsbank.